# Суайя, Аммар
Аммар Суайа (араб. عمار السويّح‎; род. 11 июня 1957, Тебурба, Мануба) — тунисский футбольный тренер.

## Биография
Будучи футболистом, выступал в низших тунисских футбольных лигах. Долгое время работал с малоизвестными местными клубами. Первые тренерские успехи пришли к Суайа в годы работы с командой «Хаммам-Лиф». Её он вывел в элиту, а позднее с нею одержал сенсационную победу в Кубке Туниса. С 2001 по 2005 год возглавлял «Этуаль дю Сахель». С ним он дважды подряд доходил до финала африканской Лиги чемпионов.
В 2002 году Аммар Суайа во время чемпионата мира по футболу руководил сборной Туниса. В групповом этапе национальная команда в трёх играх набрала всего одно очко и заняла последнее место в группе. В 2011 году специалист во второй раз стал главным тренером Туниса, однако на этом посту он продержался также недолго. Некоторое время работал в Саудовской Аравии. С 2015 года тренировал тунисский «Эсперанс».